# Distretto di Gueltat Sidi Saad
Il distretto di Gueltat Sidi Saad è un distretto della provincia di Laghouat, in Algeria, con capoluogo Gueltat Sidi Saad.

## Comuni
Il distretto comprende 4 comuni:
- Gueltat Sidi Saad
- Aïn Sidi Ali
- Beidha